# Farmville
Ne pas confondre avec le jeu en ligne FarmVille
Farmville est une ville américaine de l'État de Virginie, siège du comté du Prince-Édouard.

## Démographie
D'après le dernier recensement réalisé en 2000, la localité compte 6 845 habitants répartis en 1 074 familles pour une densité de population de 379,2 hab./km2. 71,07 % de la population y est blanche, 25,68 % Afro-américaine, 0,20 % amérindienne, 1,05 % Asiatique, 0,26 % en provenance des îles du Pacifique, 0,48 % provenant d'autres groupes ethniques et 1,24 % appartiennent à au moins deux groupes ou plus.

## Source
- (en) Cet article est partiellement ou en totalité issu de l’article de Wikipédia en anglais intitulé « Farmville, Virginia » (voir la liste des auteurs).